# Lion's Cup 1985 - Singolare
Il singolare del torneo di tennis Lion's Cup 1985, facente parte del Virginia Slims World Championship Series 1985, ha avuto come vincitrice Chris Evert ha battuto in finale Manuela Maleeva-Fragniere con il punteggio di 7–5, 6–0.

## Teste di serie
1. Chris Evert (Campionessa)

1. Manuela Maleeva-Fragniere (finale)

## Tabellone

### Legenda
| - Q = Qualificato - WC = Wild card - LL = Lucky loser | - ALT = Alternate - SE = Special Exempt - PR = Protected Ranking | - w/o = Walkover - r = Ritirato - d = Squalificato |

|  | Primo turno | Primo turno               | Primo turno               | Primo turno | Primo turno |  |  | Finale | Finale                    | Finale                    | Finale | Finale |  |
|  |             |                           |                           |             |             |  |  |        |                           |                           |        |        |  |
|  | 1           | Chris Evert               | Chris Evert               | 6           | 6           |  |  |        |                           |                           |        |        |  |
|  |             | Lisa Bonder-Kreiss        | Lisa Bonder-Kreiss        | 0           | 0           |  |  | 1      | Chris Evert               | Chris Evert               | 7      | 6      |  |
|  | 2           | Manuela Maleeva-Fragniere | Manuela Maleeva-Fragniere | 6           | 6           |  |  | 2      | Manuela Maleeva-Fragniere | Manuela Maleeva-Fragniere | 5      | 0      |  |
|  |             | Carling Bassett-Seguso    | Carling Bassett-Seguso    | 4           | 2           |  |  |        |                           |                           |        |        |  |